# 禰寝清年
禰寝 清年（ねじめ きよとし）は、戦国時代の武将。禰寝氏（根占氏とも。後の小松氏）15代当主。
禰寝氏は大隅国の国人で肝付氏に従属していた。
永正7年（1510年）、禰寝重就の子として誕生。島津忠良と島津実久との家督争いの際は、その和睦に奔走した。また、種子島氏とは長年縁戚関係であったが、天文12年（1543年）、種子島に鉄砲が伝わった頃（鉄砲伝来）には両氏間で合戦も行われ、種子島氏の勢力が禰寝氏の前に一頓挫を来たすこともあった（禰寝（根占）戦争）。
永禄2年（1559年）、死去。
なお、清年時代に関わることが重長（重武とも史料に出る）に帰せられていることが多く、注意が必要がある。